# Den Lohnanstieg nicht beschleunigende Arbeitslosenquote
Die den Lohnanstieg nicht beschleunigende Arbeitslosenquote, (englisch non-accelerating wage rate of unemployment, kurz: NAWRU) beschreibt in der Volkswirtschaftslehre das Niveau der Arbeitslosenquote bei der kein Inflationsschub durch Lohnerhöhungen ausgelöst wird.
Die NAWRU wird folgendermaßen berechnet:
{\displaystyle D^{2}\cdot {\text{log}}(W)=-a\cdot \left(U-{\text{NAWRU}}\right),\quad a>0}
wobei {\displaystyle W} den Lohnsatz, {\displaystyle U} die tatsächliche Arbeitslosenquote und {\displaystyle D} den Differenzoperator bezeichnet, d. h. {\displaystyle D^{2}\cdot {\text{log}}(W)} ist die Veränderung der Lohnwachstumsrate.